# Okręg wyborczy McPherson
Okręg wyborczy McPherson (ang. Division of McPherson) – jednomandatowy okręg wyborczy do Izby Reprezentantów Australii, położony w stanie Queensland.
Pierwsze wybory odbyły się w nim w 1949 roku, a jego patronem są góry McPherson Range.
Od 2010 roku posłem z tego okręgu była Karen Andrews z Liberal National Party of Queensland.

## Lista posłów
Lista posłów z okręgu McPherson:
| okres urzędowania | poseł          | przynależność                        |
| ----------------- | -------------- | ------------------------------------ |
| 1949–1958         | Arthur Fadden  | Partia Agrarna                       |
| 1958–1972         | Charles Barnes | Partia Agrarna                       |
| 1972–1981         | Eric Robinson  | Liberalna Partia Australii           |
| 1981–1990         | Peter White    | Liberalna Partia Australii           |
| 1990–1998         | John Bradford  | Liberalna Partia Australii           |
| 1998–1998         | John Bradford  | Christian Democratic Party           |
| 1998–2010         | Margaret May   | Liberalna Partia Australii           |
| od 2010           | Karen Andrews  | Liberal National Party of Queensland |